# 固关镇
固关镇，是中华人民共和国陕西省宝鸡市陇县下辖的一个乡镇级行政单位。

## 行政区划
固关镇下辖以下地区：
固关街村、三桥村、上岔村、柴家咀村、高楼村、唐家河村、殿咀村、苟家沟村、水滩村、穆家庄村、北大山村和六股槐村。